# Vidiek
Vidiek je slovenská hudební skupina, která vznikla v roce 1987 v Rovince u Bratislavy z některých bývalých členů skupiny Ventil RG.
Skupinu stále pod názvem Ventil RG založil Jano Kuric a Oňo Tomčala (bicí), později se k nim připojil Kamil Grebeň (baskytara), Richard Jajcay (kytara), Peter Dobrota a Peter Sojka (oba klávesy). V roce 1988 skupina již pod názvem Vidiek vydala své debutové album Nechajte si ju. Na albu se mimo jiných skladeb nacházel někdejší hit ventilu RG „Fajčenie škodí zdraviu“, ale také první hit kapely s názvem „Vidiečan“.
Další, tentokrát eponymní, album skupině vyšlo v roce 1994 (skladby: „Rudy & Hilda“, „Anglická“, „Všetko bezhlavé sa rozmnožuje“ ...). Po něm následovaly ještě alba Štyry(1997), Výber(2000), který byl oceněn zlatou deskou a v roce 2003 další s názvem Nové časy . Po vydání alba Nechajte si ju ze skupiny Vidiek odešel Peter Sojka, ostatní členové hrávají spolu dodnes.
Kromě hudby je skupina Vidiek charakteristická i svými pódiovým vystoupeními, které jsou stylizovanou parodií karikatury chování, oblékání a vystupování venkovských hudebních uskupení. Některé skladby z jejich repertoáru také parodují způsob projevu venkovských hudebních skupin, příkladem je píseň s názvem „Anglická“, jejíž v angličtině zpívané fráze a refrén zní jako fonetická napodobenina od interpreta, který nezná jazyk. Tento styl zpěvu anglických hitů je u venkovských zábavových kapel běžný dodnes.

## Členové skupiny
- Jano Kuric - zpěv
- Richard Jajcay - kytary
- Peter Dobrota - klávesy
- Oňo Tomčala - bicí
- Kamil Grebeň - baskytara

## Diskografie
- 1988 - Nechajte si ju (reedice na CD v roce 1995)
- 1994 - Vidiek
- 1997 - 3 Štyry
- 2000 - Výber
- 2003 - Nové časy